# Secrets de famille (telenovela brésilienne, 2000)
Pour les articles homonymes, voir Secret de famille (homonymie).
Secrets de famille (Laços de Família) est une telenovela brésilienne en 207 épisodes de 45 minutes, écrite par Manoel Carlos et diffusée entre le 5 juin 2000 et le 2 février 2001 sur le réseau Rede Globo.
En France, le feuilleton a été remonté en 150 épisodes et diffusé du 11 décembre 2001 au 8 juillet 2002 sur Match TV et rediffusé du 9 juillet 2002 au 3 février 2003, toujours sur Match TV. Au Québec, le feuilleton a été brièvement diffusé de septembre à décembre 2005 sur le réseau TVA puis retiré de l'antenne à cause de très piètres audiences.

## Synopsis
Helena est une très belle femme de 45 ans qui vit dans le quartier de Leblon, et travaille à son propre compte comme esthéticienne. Sa meilleure amie est Ivete, qui est aussi une collègue de travail et une confidente, au courant des secrets les plus intimes de sa camarade. 
Helena est la mère de deux enfants, Fred et Camilla. Fred est un ingénieur sans emploi et a pour épouse Clara, une femme issue d'une famille aisée qui s'est mariée relativement jeune, et a du mal à s'habituer à un mode de vie plus frugal. À la suite de la naissance de leur fille Nina, Clara trouve un prétexte parfait pour convaincre Fred d'emménager dans un nouvel appartement coûteux, alors qu'ils auraient très bien pu habiter dans la maison de Helena. Camilla, la sœur cadette de Fred, étudie la littérature à Oxford au Royaume-Uni. 
À la suite d'un accident, Helena tombe amoureuse d’Edu, un jeune médecin qui a l’âge de son fils. Cette histoire d'amour attire aux deux protagonistes de nombreuses critiques portant sur l'écart d'âge entre eux. La tante d'Edu, Alma, qui a élevé le jeune homme et sa sœur Estella à la suite de la mort de leurs parents, est la plus hostile à la liaison entre Edu et Helena, qu'elle déteste. 
Bientôt Edu se détournera de Helena quand le jeune homme tombera amoureux de Camilla, la propre fille d’Helena, rencontrée au cours d'un séjour touristique au Japon. Mais Camilla est atteinte d’une forme rare de leucémie. Enceinte d'Edu, elle fait une fausse couche et semble condamnée à une mort lente. Pour la sauver, il faut un donneur compatible, ce qui n'est pas le cas de Fred, que l'on croit être le frère de Camila, mais qui en est en fait le demi-frère. Durant sa jeunesse, Helena a entretenu une relation incestueuse avec son cousin Pedro, et de cette union est née Camila. Cette dernière ne peut donc être sauvée que si Helena et Pedro ont de nouveau un enfant ensemble, ce qui finit par arriver, avec l'accord de Miguel, le nouveau compagnon de Helena. Ayant accompli sa "mission", Pedro s'en va vivre avec sa cousine Iris, une jeune fille capricieuse qui lui a déclaré sa flamme depuis de nombreux mois, et a même causé le divorce entre Pedro et son épouse Silvia.
De son côté, Miguel est un homme qui mène une vie tranquille avec ses deux enfants, qu'il élève seul depuis la mort de son épouse. La benjamine, Ciça, est une jeune fille rebelle et capricieuse, qui s'oppose systématiquement à tout ce que fait et dit son père. En dépit de son immaturité, elle est très attachée à sa famille et on l'aperçoit souvent prendre soin aussi bien de son frère que de son père. L'aîné, Paulo, souffre d'un handicap mental lié au traumatisme causé par la mort de sa mère. Il suit un traitement avec une physiothérapeute, Isabel, qui est amoureuse de lui. 
Paulo est lui-même tombé amoureux de Capitu, une étudiante, amie d'enfance et voisine de Camila. Capitu vit dans une famille respectable entre une mère très croyante et pratiquante et un père agnostique. Ayant développé des habitudes dépensières, la jeune femme s'est tournée vers la prostitution, incitée par son amie Simone, pour rembourser ses dettes. Ses parents ne sont pas au courant de ses activités, alors que son amie Camila s'en doute. Lorsqu'elle perd l'amour de Fred, Capitu tente de quitter le monde de la prostitution, mais doit subir le harcèlement d'Orlando, un ex-client obsédé d'elle. En outre, elle doit faire face au chantage de Maurinho et lui donner de l'argent.
Intrigues, rebondissements, passions, émotions font de ce feuilleton un des plus vibrants de tout écrit de Manoel Carlos (l’auteur de Sublime Mensonge) et une des télénovela les plus émouvantes. Cette série a été la première au Brésil à mettre en avant des sujets sérieux tels que le cancer, le handicap, l'inceste ou encore la prostitution. En outre, les personnages sont dépeints de façon nuancée, et non manichéenne: l'on ne trouve pas dans Secrets de famille des "bons" et des "méchants" comme dans d'autres télénovelas.

## Distribution
- Vera Fischer : Helena Lacerda
- Carolina Dieckmann : Camila Lacerda Ferreira
- Deborah Secco : Íris Frank Lacerda Mendes
- Reynaldo Gianecchini : Edu (Eduardo de Albuquerque Monteiro Fernandes)
- José Mayer : Pedro Marcondes Mendes
- Tony Ramos : Miguel Soriano
- Marieta Severo (pt) : Alma Flora Pirajá de Albuquerque
- Giovanna Antonelli : Capitu
- Luigi Baricelli (pt) : Fred (Frederico Lacerda Ferreira)
- Regiane Alves : Clara Ferreira
- Júlia Almeida (pt) : Estela de Albuquerque Monteiro Fernandes
- Alexandre Borges (pt) : Danilo
- Helena Ranaldi : Cíntia
- Lília Cabral : Ingrid Frank Lacerda
- Soraya Ravenle (pt) : Yvete
- Zé Victor Castiel (pt) : Viriato
- Carla Díaz : Rachel
- Flávio Silvino (pt) : Paulo Soriano
- Júlia Feldens (pt) : Ciça Soriano
- Leonardo Villar : Paschoal
- Paulo Zulu (pt) : Romeo
- Walderez de Barros (pt) : Ema
- Thalma de Freitas : Zilda
- Daniel Boaventura (pt) : Alex
- Umberto Magnani (pt) : Eládio
- Marly Bueno (pt) : Olívia
- Paulo Figueiredo : Rodrigo
- Xuxa Lopes (pt) : Glória Azambuja
- Juliana Silveira (pt) : Patty
- Beatriz Lyra (pt) : Cleyde
- Yara Lins (pt) : Nilda Soriano
- André Valli - Onofre
- Denise Sartori - Ofélia
- Cléa Simões - Irene
- Henri Pagnoncelli - Orlando
- Monique Curi - Antônia
- Cynthia Benini - Isabel
- Juliana Paes - Rita
- Mônica Siedler - Socorro
- Flávia Guimarães - Ana
- Arlete Heringer - Marta
- Fernando Torres (pt) : Alécio Lacerda
- Eliete Cigarini : Sílvia Mendes
- Lavínia Vlasak : Luíza
- Max Fercondini : Fábio
- Xando Graça
- Alby Ramos : Bira